# Alstom Coradia LINT
Alstom Coradia LINT — зчленована автомотриса, що виробляється Alstom з 1999 року і пропонується в моделях з дизельним та водневим паливом . 
Акронім LINT є скороченням від німецького «leichter innovativer Nahverkehrstriebwagen» (легкий інноваційний залізничний транспортний засіб для місцевого транспорту). 
Був розроблений Лінке-Гофманн-Бушем (LHB; придбано в 1996 році компанією Alstom) і продається як частина серії Alstom Coradia
.

## Опис
Позначення типу вказує довжину транспортного засобу: односегментний LINT 27 має довжину 27,26 м і також відомий як Baureihe 640 (DB клас 640) Deutsche Bahn. 
Двосегментний BLINT 41, з візком Якобса, має довжину 41,89 м. 
У Німеччині він має класифікацію як Baureihe 648 (DBAG Class 648), Baureihe 0623 і Baureihe 1648. Двосекційні LINT 54 Baureihe 0622 та трисекційні LINT 81 Baureihe 0620/0621 були представлені в 2013 році.
Alstom Coradia LINT є складовою серії міжміських поїздів, що має у своєму складі моторвагонний рухомий склад дизельний (DMU) або електричний (EMU), а також двоповерхові поїзди. 
Серія LINT пропонує місткість від 70 до 300 пасажирів. 
Потяги працюють на максимальних швидкостях 120 — 140 км/год.
Потяги Coradia LINT виробляють у Зальцгіттері, Німеччина, інші типи лінійки CORADIA — Alstom Coradia A TER, виробляють у Рейшсоффені у Франції, та Coradia Minuetto, виробляють у Савільяно в Італії. 

### LINT 27
Односекційні потяги мають двигуни потужністю 315 кіловат (422  к.с.) і максимальну швидкість 120 км/год. 
У вагоні 52 місця 2-го класу, 8 місць 1-го класу та 13 додаткові . 
До трьох вагонів можуть працювати у потязі.
Потяги переважно використовуються на неелектрифікованих легких залізницях у Північному Рейні-Вестфалії та інших регіонах.

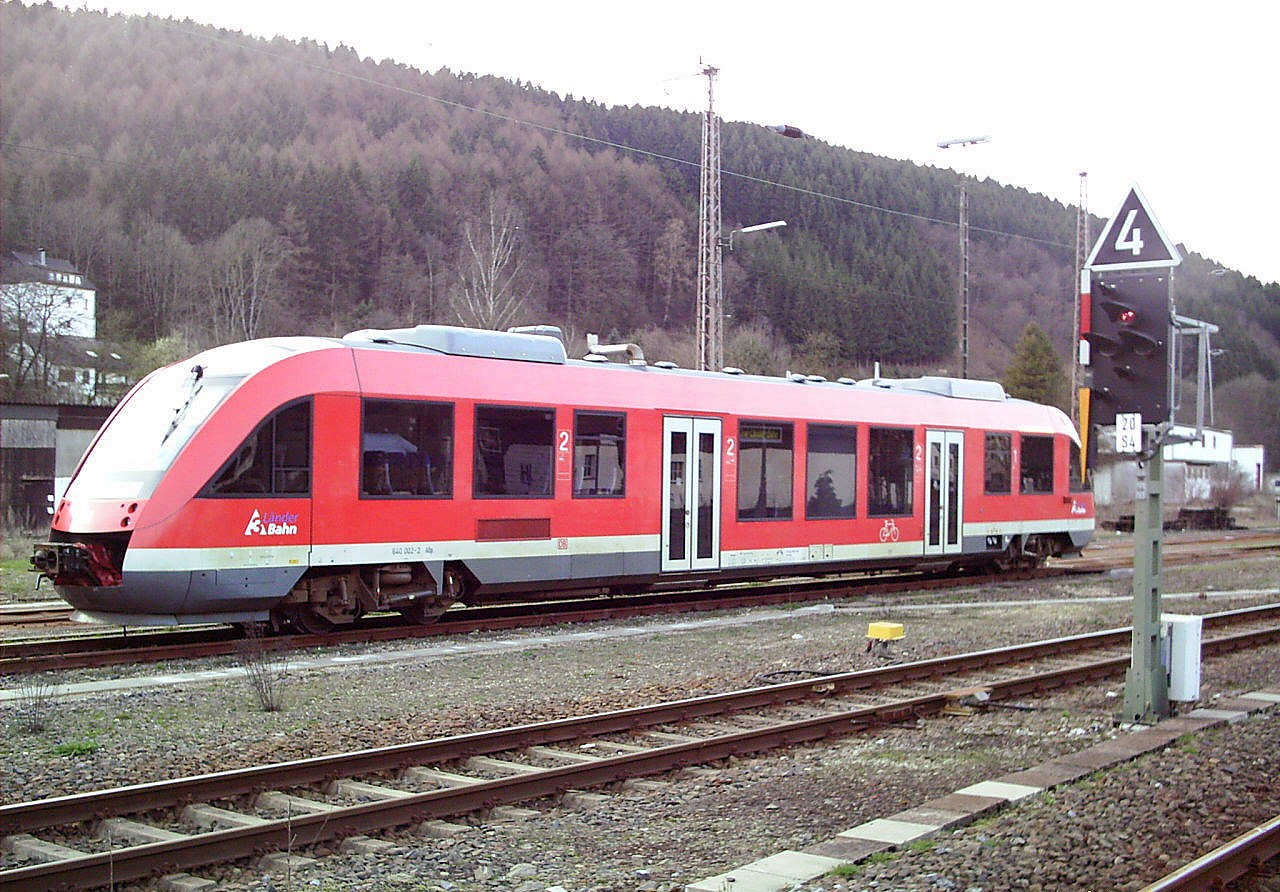
DB LINT 27

### LINT 41 та LINT 54

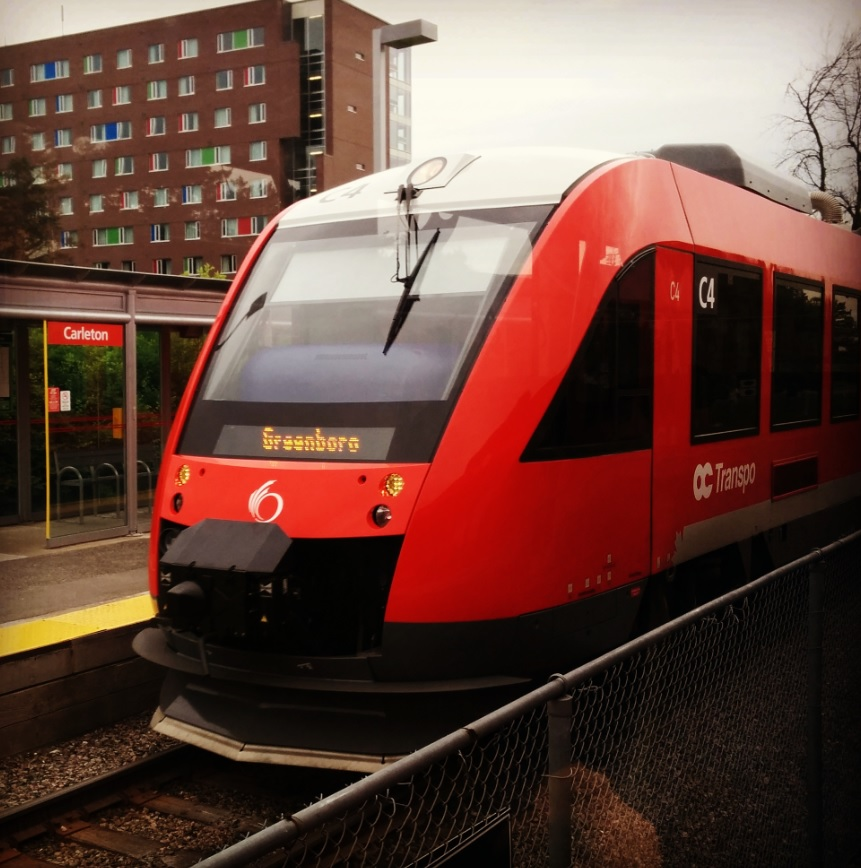
Coradia LINT у мережі O-Train в Оттаві, Онтаріо, Канада
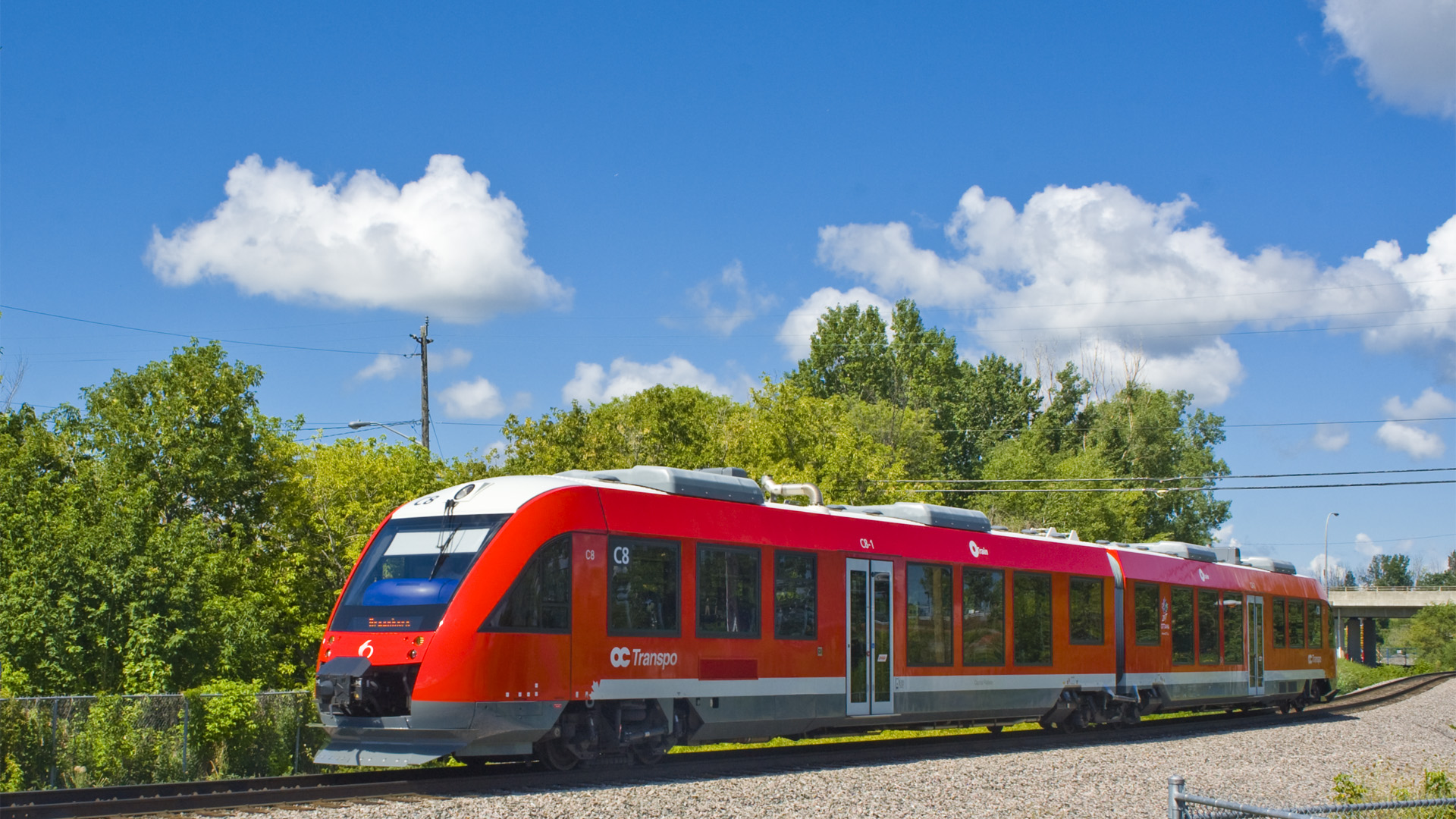
Coradia LINT 41 у мережі O-Train
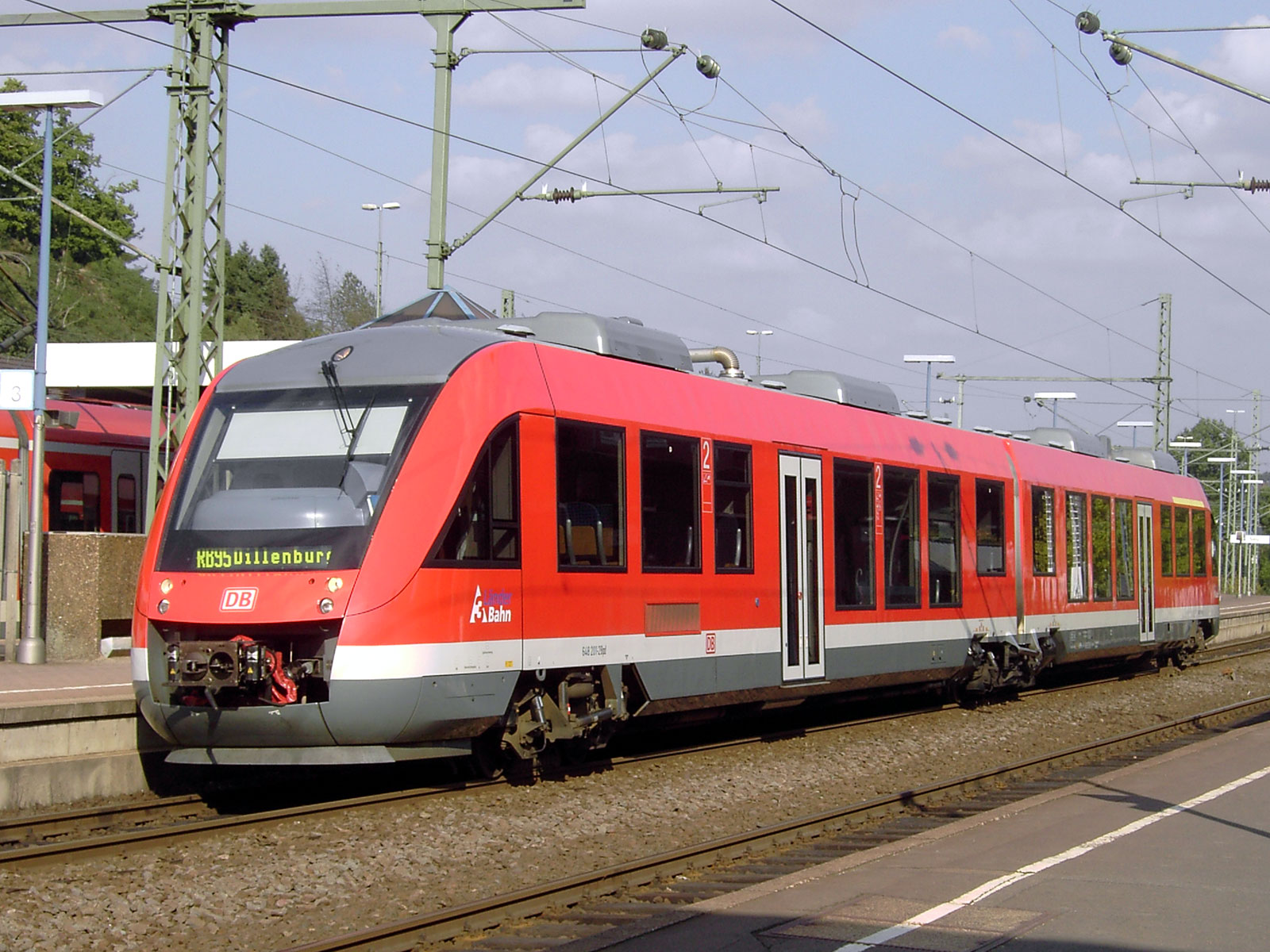
DB LINT 41
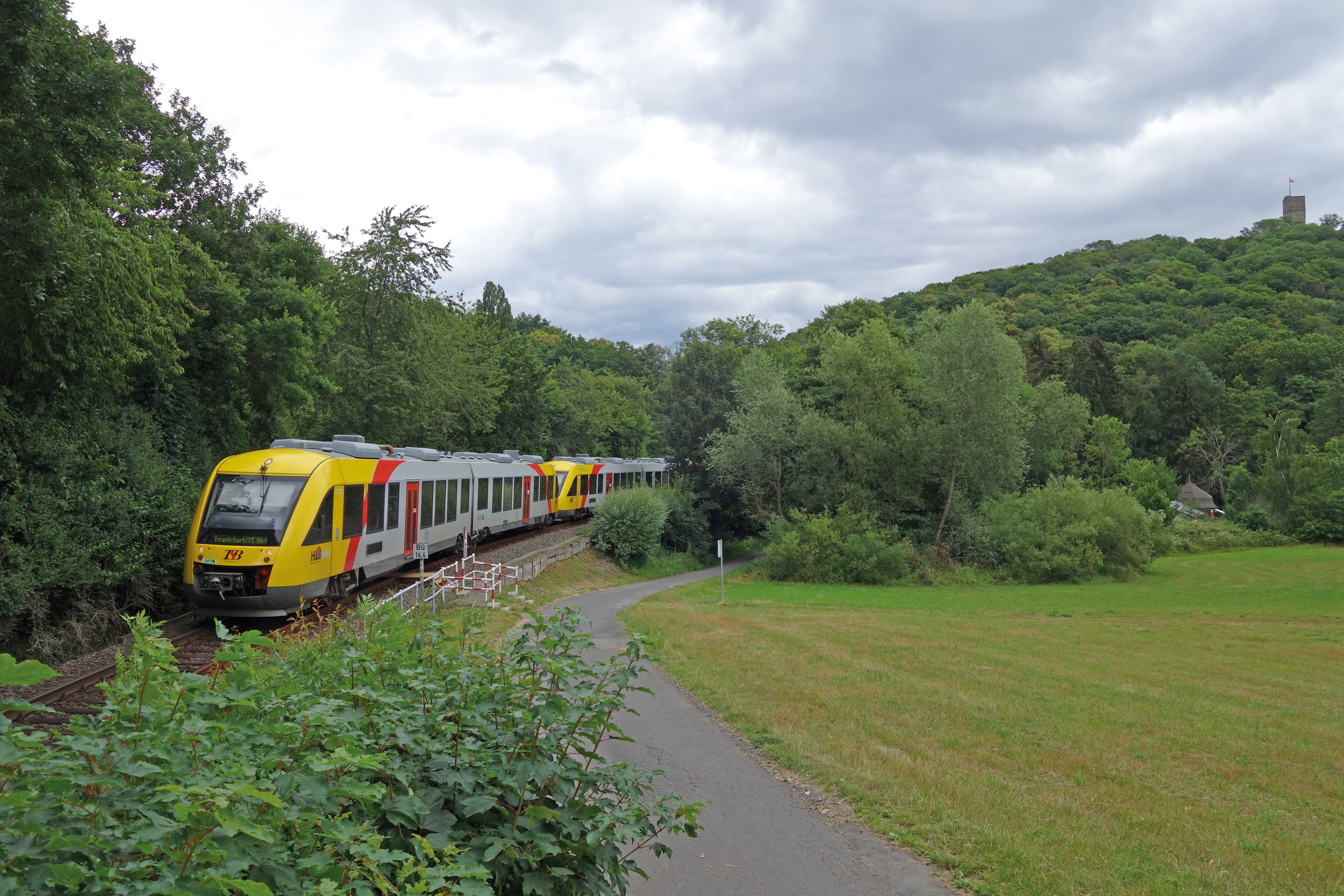
LINT 41 біля Франкфурту
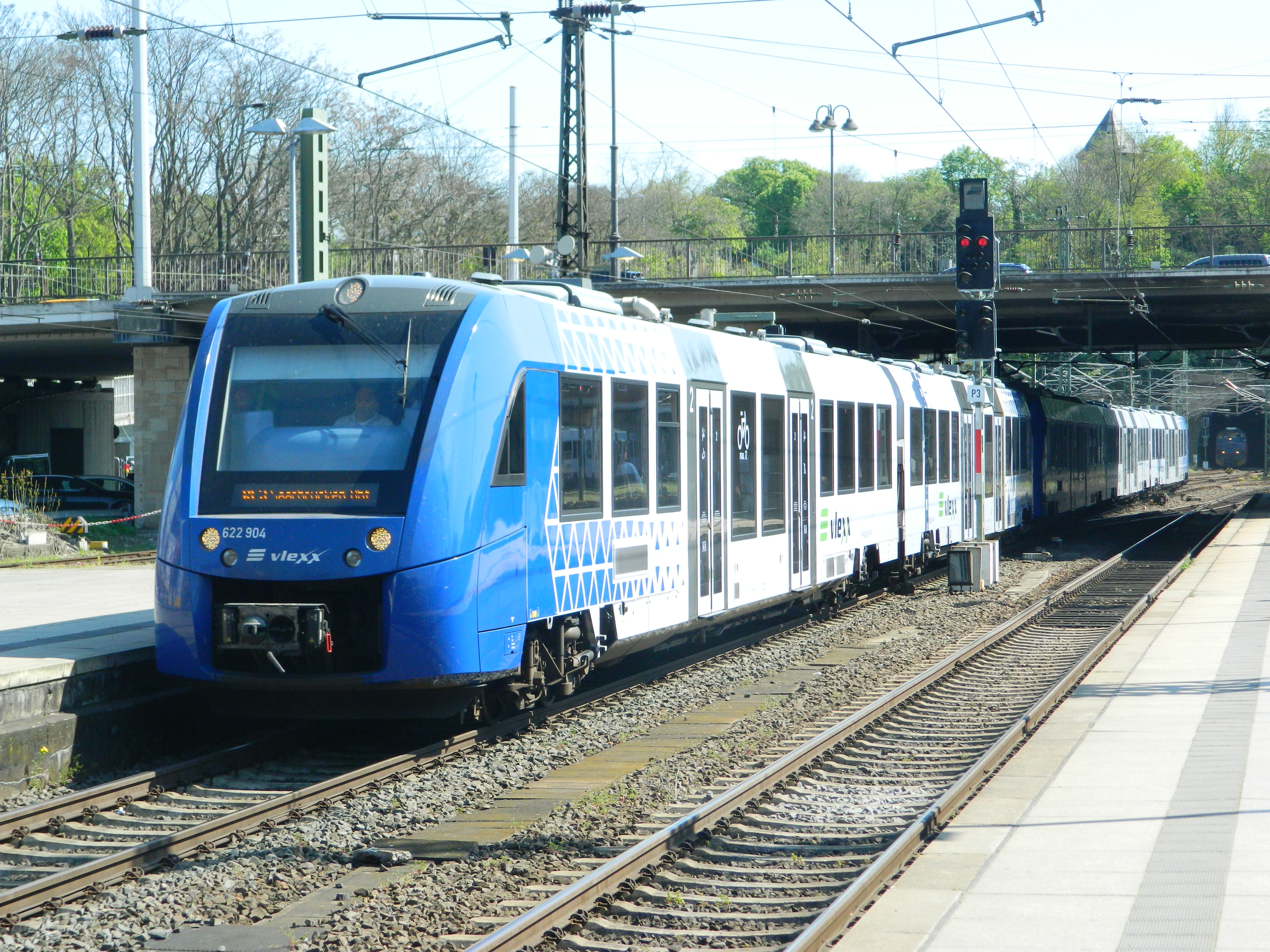
vlexx LINT 54 у Майнці

LINT 41 та LINT 54  — двосекційні. 
Більша довжина каретки LINT 54 дозволяє встановити додатковий набір дверей на візок, тоді як LINT 41 має лише один комплект на візок. 
Деякі транспортні компанії пропонують квиткові автомати біля дверей. 
Потяги оснащені дизельними двигунами номінальною потужністю 315 кіловат (422 к. с.), 335 кіловат (449 к. с.) або 390 кіловат (520 к. с.) залежно від замовлення. 
LINT 27 обладнені одним двигуном, LINT 41 — двома двигунами, LINT 54 — двома або трьома двигунами, LINT 81 — чотирма двигунами.
У Данії їх використовує найбільший недержавний оператор Arriva (всього 43 одиниці: 30 поставлено в 2004–2005 рр., 11 поставлено в 2010–2011 рр. і 2 поставлені у 2012 р.), а також Lokalbanen та Regionstog (всього 42 одиниці поставлено в 2006–2007 рр.). 
У Нідерландів їх придбала компанія Keolis Nederland. 
Їх також використовують в Канаді. 
Alstom поставила шість нових поїздів для роботи в мережі O-Train. 
Нові потяги введені в експлуатацію 2 березня 2015 року, замінивши попередній парк Bombardier Talent.

У 2019 році Inlandsbanan, Швеція, придбав 5 вживаних LINT 41 з Нідерландів. 
Вони були оновлені для використання на більших відстанях і використовуються з 2020 року.
Lint 41 має 115 місць, а Lint 54 може мати 150 — 180 місць. 

### LINT 81

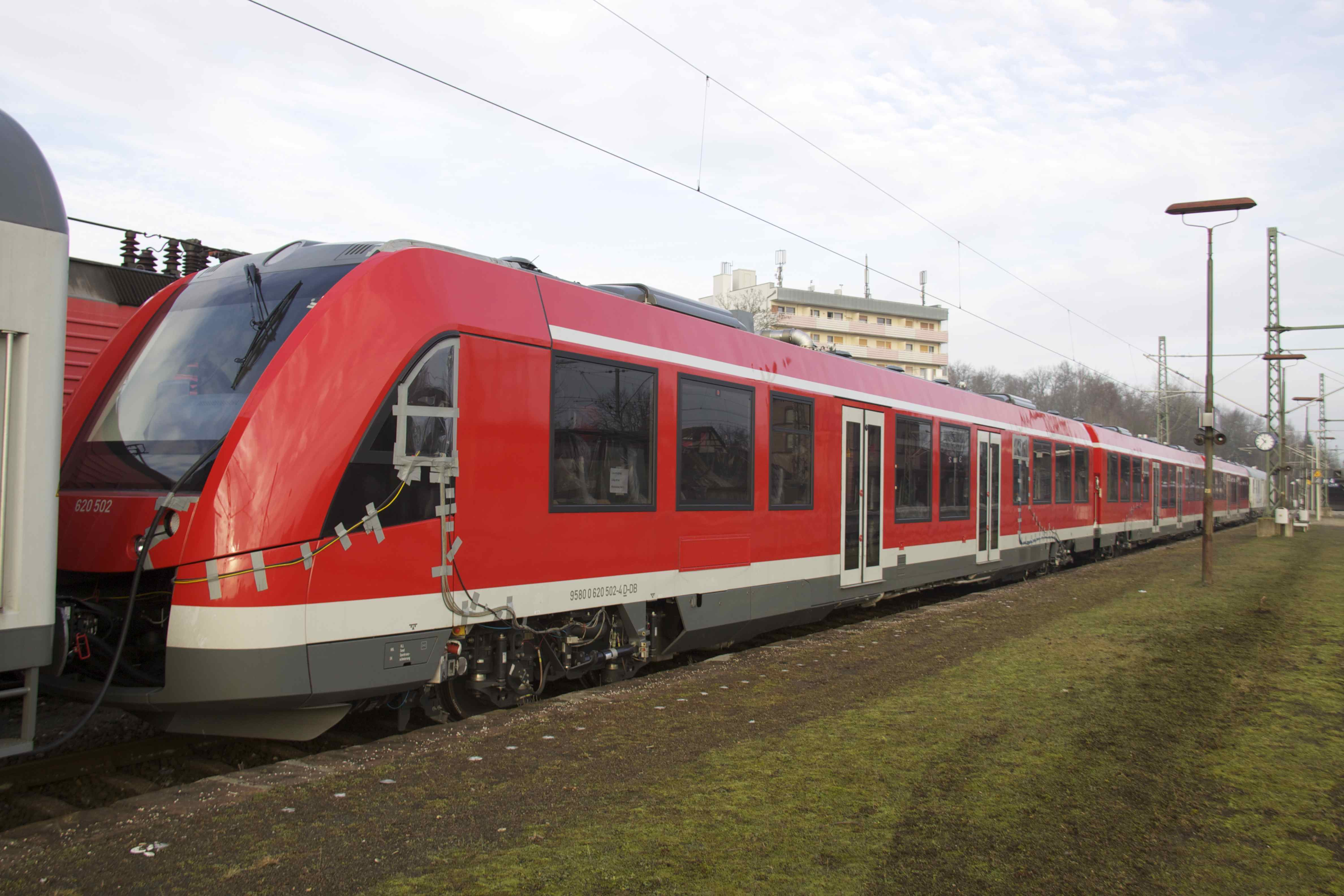
DB LINT 81 перед початком обслуговування
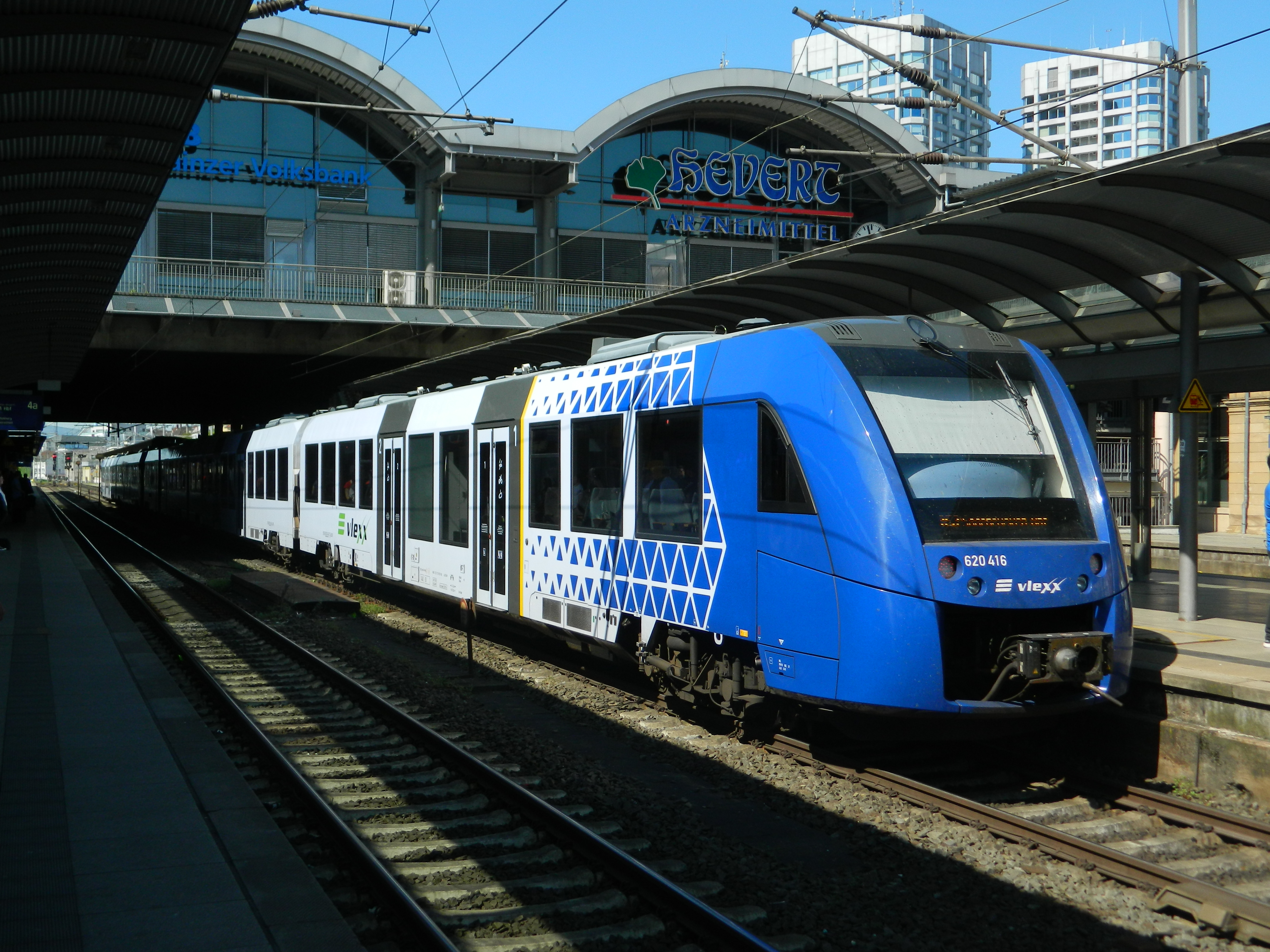
vlexx LINT 81 на станції Майнц-Головний
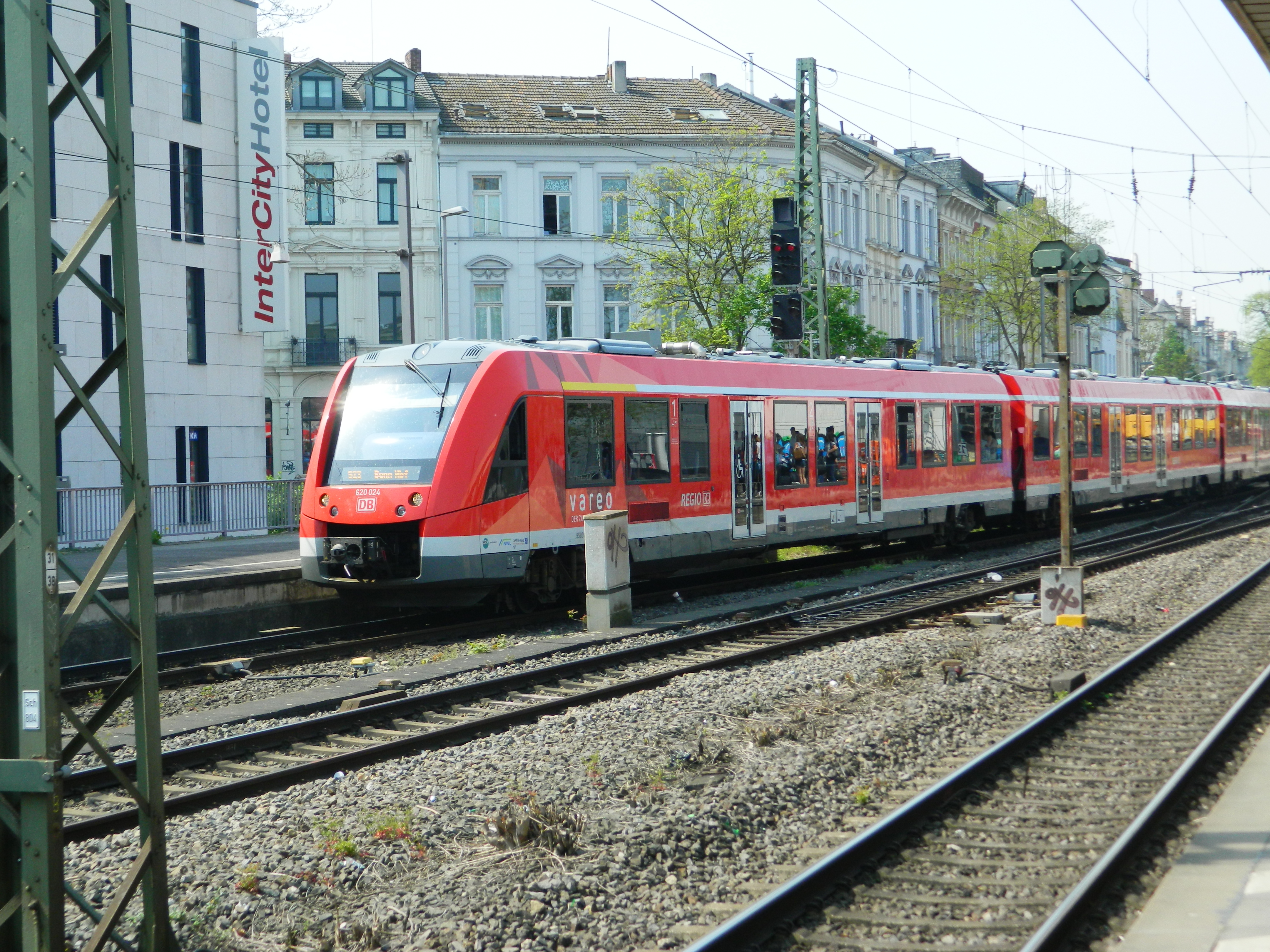
DB LINT 81 на станції Бонн-Головний

LINT 81 — трисекційні з двома головними вагонами та проміжним транспортним засобом лише для розміщення пасажирів.
У вересні 2012 року Netinera замовила у Alstom 63 потяги Coradia LINT, що будуть використовуватися у Рейнланд-Пфальц . Замовлення включало декілька DMU LINT 54 (160 місць) і 18 Lint 81 (270 місць). 

### iLint
Coradia iLint — версія Coradia Lint 54, що працює від водневого паливного елемента. 

Нова модель, анонсована на виставці InnoTrans 2016, є першим у світі серійним поїздом з водневим двигуном. 
Coradia iLint здатна розвивати швидкість 140 км/год і проїхати 600–800 км на повному баку водню. 
Його збирають на заводі Alstom в Зальцгіттері. 

У березні 2017 року відбулись випробування на швидкості 80 км/год. 
 
16 вересня 2018 року перший Coradia iLint введений в експлуатацію на лінії Букстехуде – Бремерверде – Бремергафен – Куксгафен, Нижня Саксонія, Німеччина. 

Мобільна воднева заправна станція заправляє потяги, а стаціонарну станцію планують побудувати до 2021 року, разом з рештою 14 потягів. 
У 2019 році Rhein-Main-Verkehrsverbund, транзитна мережа, яка обслуговує метрополійний регіон Франкфурт-Рейн-Майн, замовила 27 багаторазових одиниць iLint, що будуть доставлені до грудня 2022 року. 
Кожен поїзд матиме 160 місць. 
Вони замінять дизельні поїзди, які наразі курсують за маршрутами RB11 Франкфурт-Гехст – Бад-Зоден, RB12 Франкфурт – Кенігштайн, RB15 Франкфурт – Бад-Гомбург – Брандоберндорф і RB16 Фрідріхсдорф – Фрідберг. 

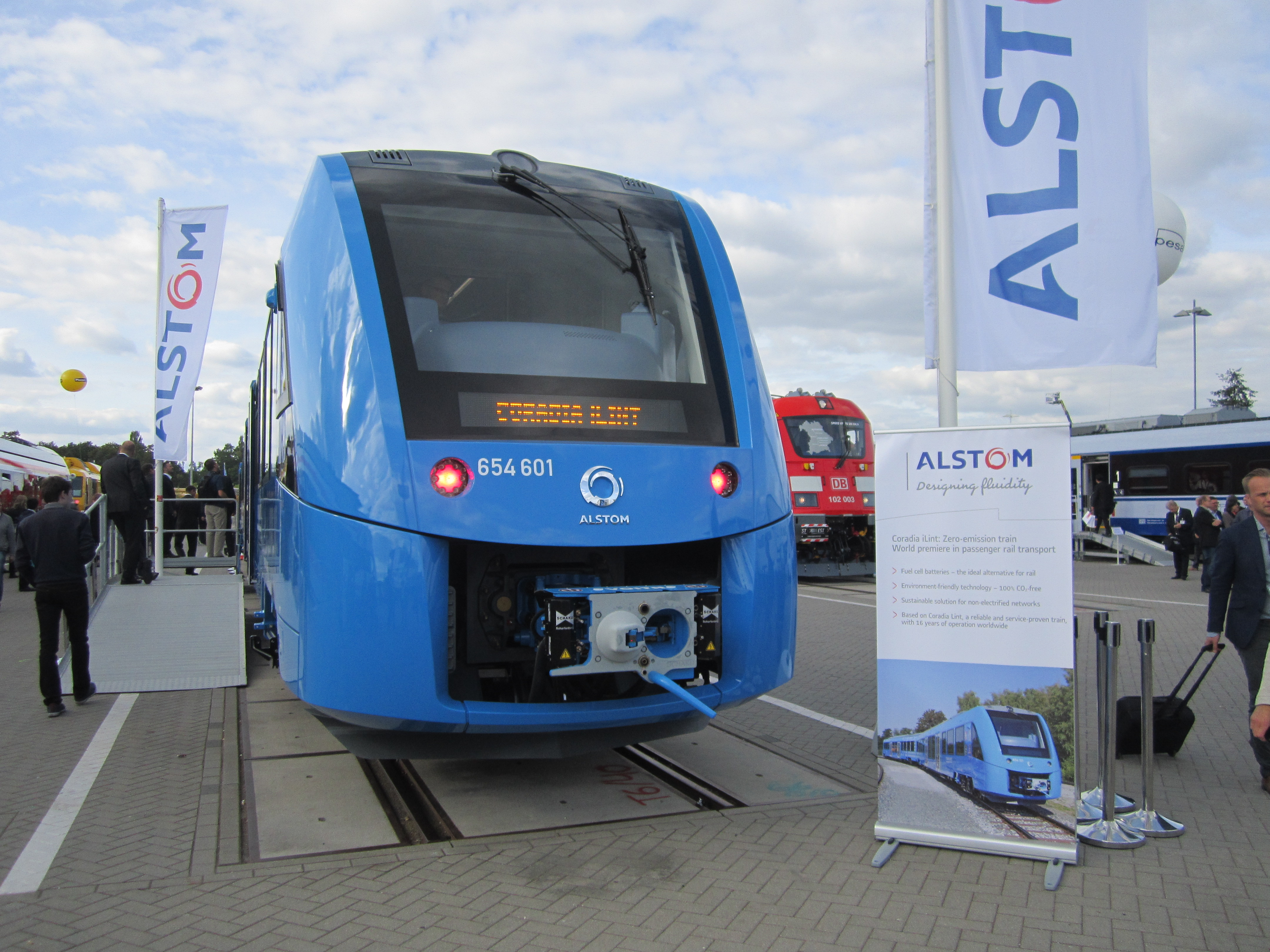
iLint
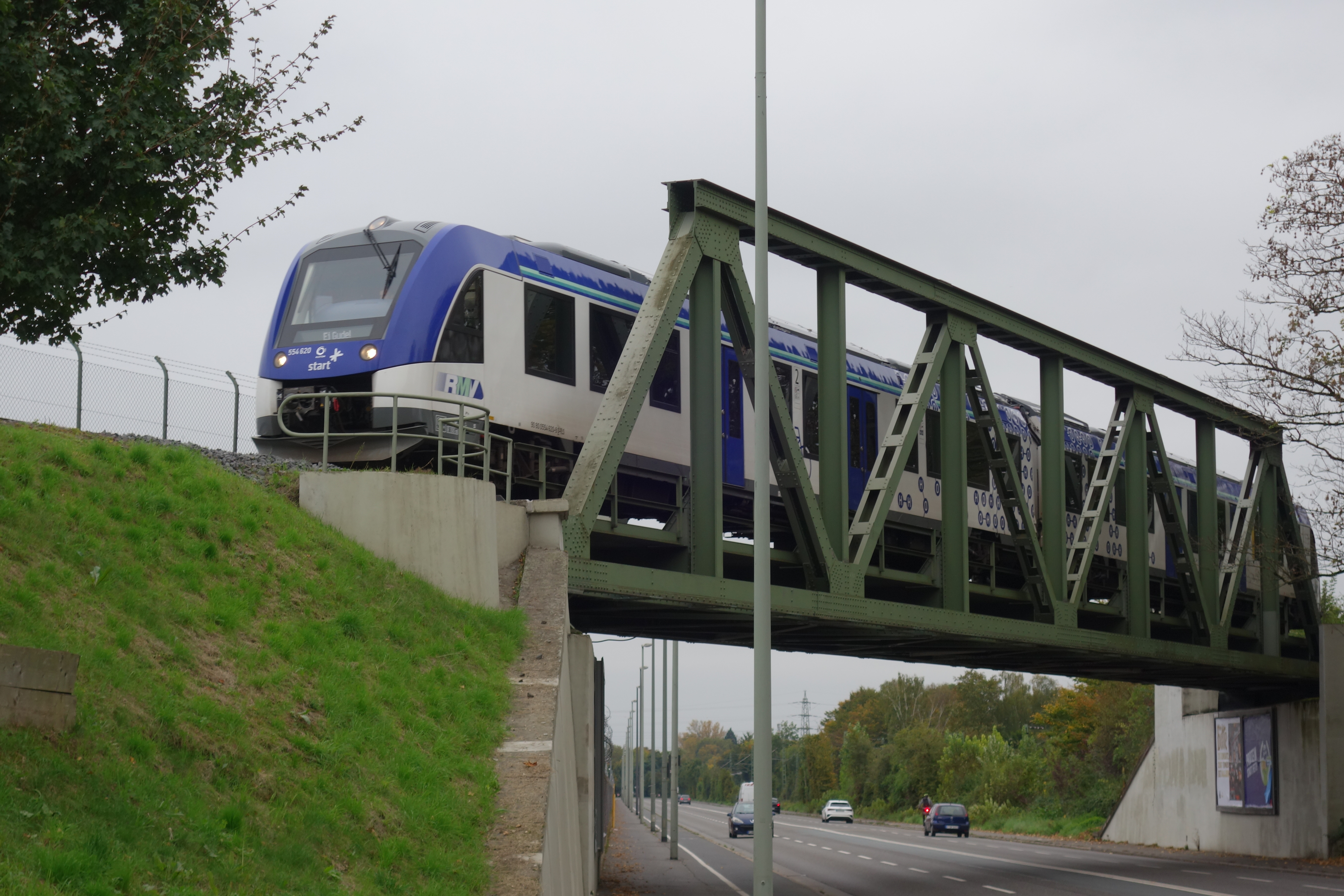
iLint на шляху до водневої заправної станції в Індустріальний парк Франкфурт-Гехст